# Austrolimnophila gyldenstolpei
Austrolimnophila gyldenstolpei är en tvåvingeart som först beskrevs av Alexander 1924.  Austrolimnophila gyldenstolpei ingår i släktet Austrolimnophila och familjen småharkrankar. Inga underarter finns listade i Catalogue of Life.